# Andarta
Pour les articles homonymes, voir Andrasta (homonymie).
Andarta est une déesse de la guerre gauloise de la mythologie celtique qui n’est attestée que par des sources de l’époque romaine. Le sens du théonyme, gravé sur des inscriptions retrouvées dans le Sud de la France, est Grande Ourse et s’apparente au nom du roi Arthur et à la déesse Artio. Chez les Celtes de l’Antiquité, l’ours est l'animal emblématique de la royauté.
Dion Cassius en fait une déesse de la guerre sous le nom Andrasta, dans les îles britanniques. Elle aurait été vénérée notamment chez les Icènes, de la reine Boadicée.
La ville de Die dans la Drôme, Diá en occitan vivaro-alpin, tire son nom du culte de la déesse voconce Andarta. Lorsque la ville de Die, alors capitale des Voconces sous le nom de Dea Andarta, dea signifiant « déesse », fut conquise par les Romains, elle prit le nom de Dea Augusta Vocontiorom (vers la fin du IIe siècle). Puis seul resta le nom de Dea puis Diá, utilisés dans le langage courant pour désigner la déesse jusqu'à sa transposition en français Die.

Outre des traits toponymiques indéniables, Andarta surpasse sa caractérisation locale par des ramifications  à d'autres concepts symboliques forts du paganisme celte. Ainsi, comme le rappelle Juan Manuel Gordillo Martín dans son analyse de Dion Cassius, Boudicca según Dión Cassio :
« La déesse Andarta était vénérée par la tribu des Vocontii, vivant au sud-est de la Gaule ; ce qui est intéressant, avec cette déité gauloise, c'est que l'une de ses invocations se retrouvait dans la figure de Catubodua, dont le sens celte « corbeau de bataille » nous renvoie directement à la légende divine de Badb et à la trinité portée par Morrigan. »

Juan Manuel Gordillo Martín, Boudicca según Dión Cassio, in Actas del III y IV Seminarios de Estudios sobre la Mujer en la Antigüedad, (Valence : Université de Valence, 1999-2000), page 88.
Après la conquête romaine, vers la fin du IIe siècle, le culte de la déesse Andarta se confond peu à peu avec celui de Cybèle, attesté le long de la vallée du Rhône jusqu’à Lyon par de nombreux monuments épigraphiques, essentiellement des autels tauroboliques.